# Immeuble Hempro à Belgrade
L'immeuble Hempro à Belgrade (en serbe cyrillique : Зграда „Хемпро“ на Теразијама у Београду ; en serbe latin : Zgrada „Hempro“ na Terazijama u Beogradu) est situé à Belgrade, la capitale de la Serbie, dans la municipalité urbaine de Stari grad. Il est inscrit sur la liste des monuments culturels protégés de la République de Serbie et sur la liste des biens culturels de la Ville de Belgrade (identifiant no SK 2230),.

## Présentation
L'immeuble, situé 8 Terazije, a été construit en 1956-1957, selon un projet de l'architecte Aleksej Brkić (1922-1999),. Terazje est un lieu central pour le commerce et les affaires à Belgrade et l'immeuble Hempro a été un des premiers bâtiments « modernes » qui y ont été construits, sous l'influence des réalisations de Ludwig Mies van der Rohe et du style international. 
L'édifice se présence comme un bâtiment simple et géométrique, avec quelques détails architecturaux qui rompent avec le fonctionnalisme strict mais sont choisis pour ne pas nuire au caractère compact de l'ensemble. Sur le plan historique, il représente une œuvre pionnière de l'architecture de Belgrade d'après-guerre en assurant une rupture avec le réalisme socialiste et en marquant une transition vers l'influence architecturale de l'Europe occidentale.

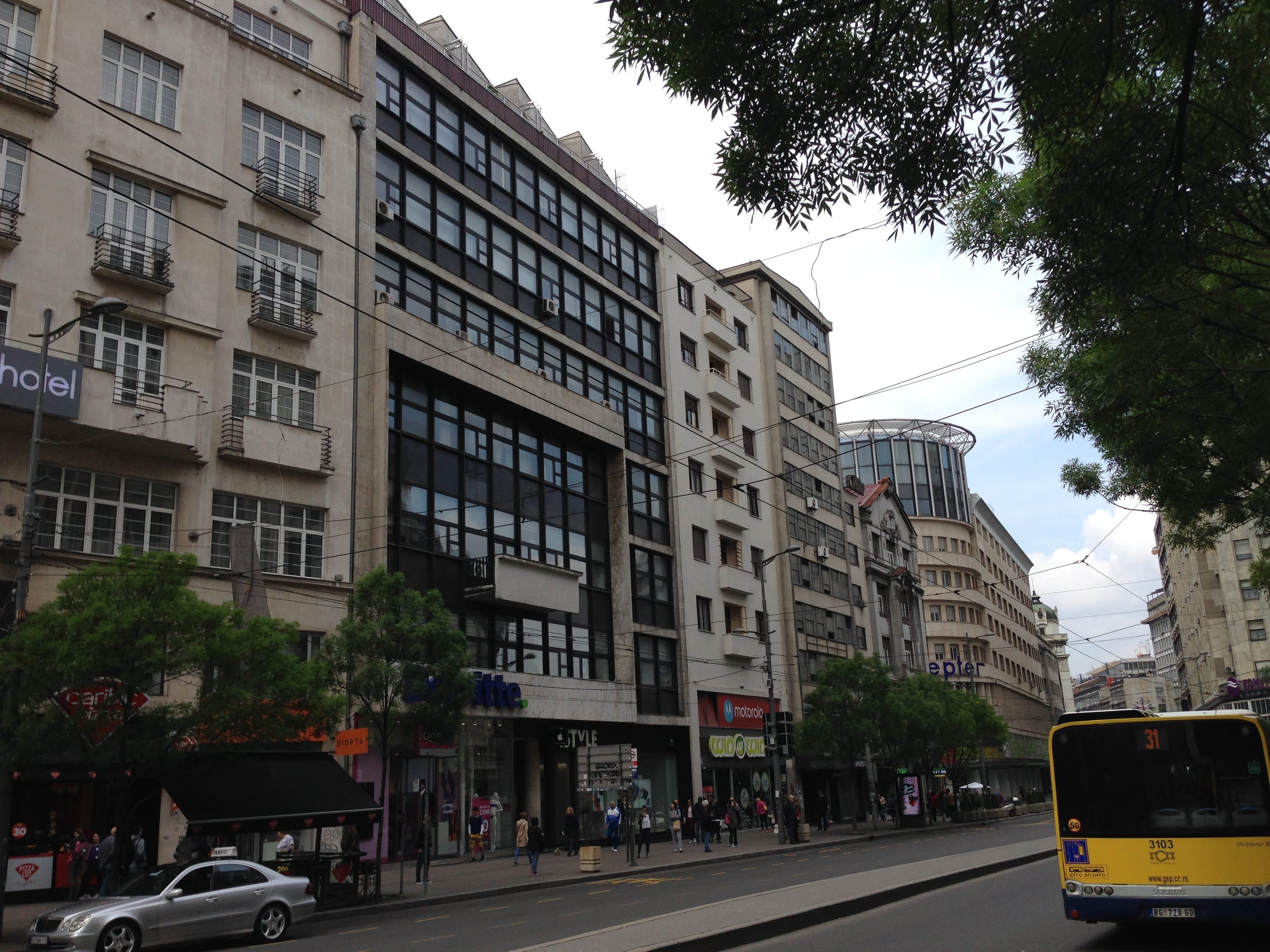
Le bâtiment dans le tissu urbain de Terazije.